# 平永镇
平永镇，是中华人民共和国贵州省黔东南苗族侗族自治州榕江县下辖的一个乡镇级行政单位。

## 行政区划
平永镇下辖以下地区：
平永镇社区、平永村、阶你村、乔亥村、平由村、平寨村、俾吊村、冷里村、桥喜村、中寨村、龙塘村、柳兴村、乌婆村、归布村、呜凤村、马寨村和田坝村。